# Federazione cestistica dell'Unione Sovietica
La Federazione cestistica dell'Unione sovietica, è stato l'organo che ha controllato e organizzato la pallacanestro in Unione Sovietica. Gestiva il campionato sovietico di pallacanestro e le nazionali maschile e femminile.